# نورمان إل. أيسن
نورمان إل. أيسن (بالإنجليزية: Norman L. Eisen)‏ هو دبلوماسي ومحامي أمريكي، ولد في 11 نوفمبر 1960 في لوس أنجلوس في الولايات المتحدة.